# 杨宗亮
杨宗亮（1964年—），云南禄劝人，壮族，中华人民共和国政治人物、第十二届全国人民代表大会云南地区代表。
毕业于中南民族大学中国民族史专业。2013年，担任云南民族大学民族研究所民族经济研究室主任、研究员。